# Grazia Lissi
Grazia Lissi (Como, 28 novembre 1957) è una fotografa e giornalista italiana.
Inizia a lavorare a Parigi effettuando reportage e ritratti di personaggi, attori, scrittori, artisti. Sue le foto del libro "Diario di bordo " di Vasco Rossi. Ha realizzato il libro la mostra fotografica "L'ora della luce. La preghiera dei monaci" esposta alla Biblioteca Ambrosiana di Milano e alla Casa del Cinema di Roma. Nel 2012 ha pubblicato con il biblista Bruno Maggioni, il libro " Solo il necessario ". Collabora con diversi periodici e con L'Eco di Bergamo, Treccani Pem, Ilsole24ore.com. Nel Settembre 2015 ha pubblicato per Longanesi " Il coraggio di restare. Storie di imprenditori Italiani che ancora scommettono sul nostro Paese ".

## Principali Lavori
Sue le foto del libro "Diario di bordo " di Vasco Rossi. Ha realizzato il libro la mostra fotografica "L'ora della luce. La preghiera dei monaci" esposta alla Biblioteca Ambrosiana di Milano e alla Casa del Cinema di Roma. Nel 2012 ha pubblicato con il biblista Bruno Maggioni, il libro " Solo il necessario ". Collabora con diversi periodici e con L'Eco di Bergamo, Treccani Pem, Ilsole24ore.com. Nel Settembre 2015 ha pubblicato per Longanesi " Il coraggio di restare. Storie di imprenditori Italiani che ancora scommettono sul nostro Paese ".

## Opere fotografiche
- Diario di Bordo, Mondadori, 1996, ISBN 978-88-04-41431-5
- L'Ora della Luce, Áncora, 2004, ISBN 978-88-514-0233-4